# Гризельда (Вивальди)
Гризе́льда (Griselda) — лирическая музыкальная драма в трёх действиях, написанная Антонио Вивальди. Опера использует пересмотренный вариант (1701) итальянского либретто Апостоло Дзено, который основывался на Антонио Марии Бонончини. Знаменитый венецианский драматург Карло Гольдони был нанят для написания либретто для Вивальди. Опера была впервые исполнена в Венеции в театре «Сан-Самуэле» 18 мая 1735.

## Действующие лица
| Действующее лицо                                   | Тембр                                               |
| -------------------------------------------------- | --------------------------------------------------- |
| Гуальтеро, король Тесалии                          | тенор                                               |
| Гризельда, его жена                                | контральто                                          |
| Констанца, их дочь, тайно влюбленная в Роберто     | колоратурное сопрано или колоратурное меццо-сопрано |
| Роберто, афинский принц, влюбленный в Констанцу    | сопрано (кастрат)                                   |
| Оттон, тесальский дворянин, влюбленный в Гризельду | сопрано (кастрат)                                   |
| Коррадо, друг Гуальтеро, брат Роберто              | сопрано (травести)                                  |
| Эверардо, сын Гуальтеро и Гризельды                | без речей                                           |

## Краткое содержание
Действие происходит в древней Греции
Акт первый. Задолго до начала самого действия, король Гуальтеро женился на бедной пастушке — Гризельде. Этот брак многие не одобряли, так как его жена должна была обязательно быть аристократкой. Когда у них родилась дочь — Констанца, король переживал, что её могут убить, а потому отправил к Корраду в Апулию. Спустя некоторое время начались восстания сицилийцев, в связи с чем король пообещал взять новую жену вместо Гризельды, а предложена ему была собственная дочь — Констанца, о чьем происхождении он забыл. Констанца влюблена в Роберто, младшего брата Коррадо, одна лишь мысль, что она выйдет замуж за нелюбимого приводит её в отчаяние.
Акт второй. Гризельда возвращается в родную деревню, где с признания в любви её встречает Оттон. Она со злостью отвергает его ухаживания. Оттон разозлен её поведением не меньше, а потому пытается похитить её, но у него ничего не получается. Тогда он замышляет более страшную месть: делает Гризельду рабыней будущей жены Гуальтеро — Констанцы и её же дочери.
Акт третий. Оттон всё ещё решительно преследует Гризельду, надеясь получить её расположение и получает поддержку Гуальтеро. Тот обещает ему её руку, как только сам женится на Констанце. Гризельда клянется совершить самоубийство, если до неё только дотронутся. Констанца признается, что любит Роберто, тогда Гуальтеро позволяет её выйти замуж за любимого и возвращается к Гризельде.

## Agitata da due venti
Знаменитая ария Констанцы — Agitata da due venti поражает своей виртоузностью. Не каждое колоратурное сопрано и меццо может вынести такую тесситуру (си бемоль второй октавы сложны для меццо, а соль малой — для сопрано). Этой арией любила поражать Чечилия Бартоли, Вивика Жено, Монсеррат Кабалье.
Чтобы петь эту арию превосходно, нужна очень подвижная гортань и совершенная во всех аспектах техника. Как правило певицы поют её в 18-19 лет.

Именно арией «Agitata da due venti» на конкурсе юных вокалистов Е. Образцовой о себе заявила пятнадцатилетняя Юлия Лежнева, так впервые было открыто гениальное русское барочное сопрано. По словам Е. Образцовой:
Я видела, как плакала Тереза Берганца, плакал японец, плакала я… Это дар Божий! 